# Чиндити
Чиндитите са формирование за специални операции на британската и индийската армия, които участват в бойните действия през 1943 – 1944 г. по време на Бирманската кампания на Втората световна война. Името на силите е заимствано от бирманската дума за лъв, чиито статуи са защитавали будистките храмове. Създадени от британския бригаден генерал Орд Чарлз Уингейт те извършват диверсионни операции срещу императорската армия на Япония, най-вече дълбоко проникване зад японските линии, където нападат войски, съоръжения и линии за комуникация.
Техните операции са белязани от продължителни маршове през изключително труден терен. Войниците често са отслабени от болести като малария и дизентерия. Процентът на жертвите сред чиндитите е изключително висок и съществуват спорове относно военна стойност на постиженията им през войната.